# Musée provençal des transports
Pour les articles homonymes, voir Musée des transports.
Le musée provençal des transports urbains et régionaux (M.P.T.U.R) est un musée français dédié aux véhicules de transport urbains et régionaux : wagons, tramways, trolleybus, locomotives, matériel minier etc.
Il est situé dans la gare ferroviaire fermée de La Barque-Fuveau, sur le territoire de la commune de Fuveau dans le département des Bouches-du-Rhône en région Provence-Alpes-Côte d'Azur. Cette gare est une ancienne gare de bifurcation des lignes de Carnoules à Gardanne et d'Aubagne à La Barque.

## Description
Le musée, ouvert en 1972, a été créé par Noël Mailliary († 2002).
Il a été fermé en décembre 2002, au décès de son fondateur, avant d'être rouvert en 2004 par l'association "Conservatoire provençal du patrimoine de véhicules anciens" (CPPVA).
Marc Bergman fut le premier président du conservatoire de 2004 au mois d'avril 2016.
L'actuel président est Luc Saretto. Il a pris ses fonctions à la démission de son prédécesseur.
Le musée propose un parcours en petit train en voie de 60 cm de près de deux kilomètres de longueur, "Le petit train de Sainte-Victoire", ainsi qu'un parcours avec des trains modèles à vapeur, le troisième dimanche du mois.
Le musée entretient et restaure ses véhicules : le bus Chausson a été remis en route après 38 ans d'arrêt, une draisine à bras a été totalement restaurée en 2018-2019.
Le musée est ouvert les dimanches de 14 h 30 à 18 h, 17 h 30 en hiver

## Locotracteurs et locomotives du musée
| Photo | N° Musée | Type                | constructeur | N° Constructeur | Année | Voie  | Puissance | Poids | Réseau d'origine                 | Date d'arrivée au musée |
| ----- | -------- | ------------------- | ------------ | --------------- | ----- | ----- | --------- | ----- | -------------------------------- | ----------------------- |
|       | 1        | Locomotive à vapeur | Henschel     | 10 677          | 1911  | 1.435 | 400 cv    | 21 T  | Ste Hydraulique Bar-le-Duc       | 28 mars 1973            |
|       | 2        | Locotracteur        | Berliet      | 39 PLM          | 1928  | 1.435 | 100 cv    | 17 T  | SNCF Arles                       | 29 octobre 1981         |
|       | 3        | Locotracteur        | Pétolat      |                 | 1929  | 0.60  | 8 cv      | 1 T   | Carrière du Vaucluse             | 10 août 1982            |
|       | 4        | Locotracteur        | Berry Lille  | 3127            | 1956  | 0.525 | 30 cv     | 2.8 T | Mines de Gardanne                | 22 juillet 1986         |
|       | 6        | Locotracteur        | Decauville   | 917             | 1932  | 0.60  | 30 cv     | 8 T   | TP Chamberry                     | 23 juillet 1985         |
|       | 7        | Locotracteur        | Deutz        | 56 602          | 1956  | 0.60  | 8 cv      | 2.4 T | Mines de Garrot les Arcs (Var)   | 3 avril 1986            |
|       | 8        | Locotracteur        | Deutz        | 56 652          | 1956  | 0.60  | 9 cv      | 2.4 T | Bauxite Tholonet (Var)           | 31 décembre 1986        |
|       | 9        | Locotracteur        | LLD          | 3 217           | 1956  | 0.60  | 15 cv     | 5 T   | Bauxite St Julien (Var)          | 27 janvier 1988         |
|       | 10       | Locotracteur        | Plymouth     |                 | 1940  | 0.60  | 20 cv     | 5.5 T | Mines de Lorraine                | 5 mai 1988              |
|       | 11       | Locotracteur        | Berry Lille  | 835             | 1960  | 0.60  | 30 cv     | 5 T   | Bauxite St Julien (Var)          | 26 mars 1992            |
|       | 12       | Locotracteur        | Berry Lille  |                 | 1970  | 0.60  | 27 cv     | 4 T   | Mines de l'Esterel le Canet (06) | 19 octobre 1992         |
|       | 13       | Locotracteur        | Berry Lille  | 836             | 1960  | 0.60  | 30 cv     | 5 T   |                                  |                         |

## Galerie de photographies

Musée provençal des transports
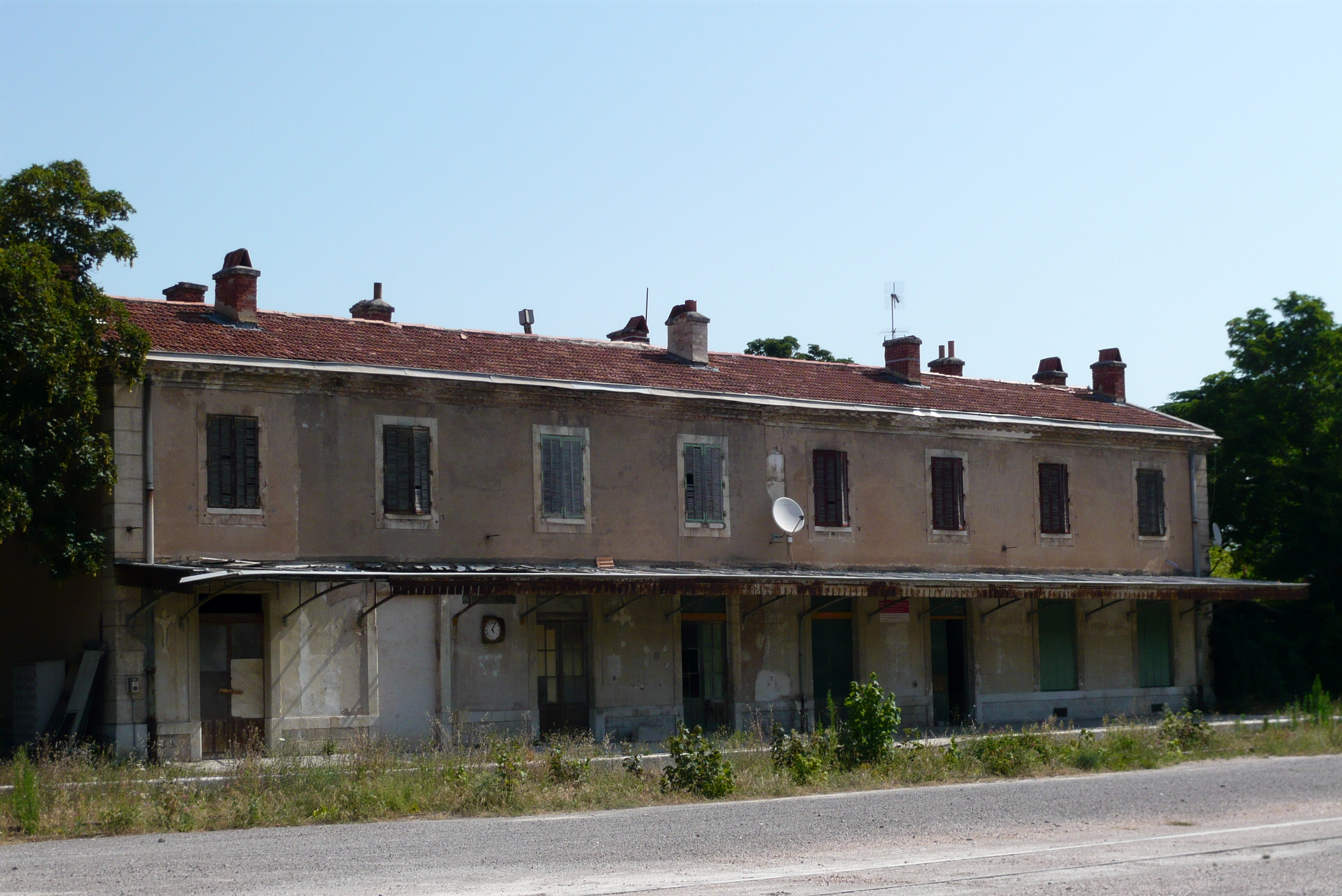
Ancienne gare de La Barque-Fuveau.
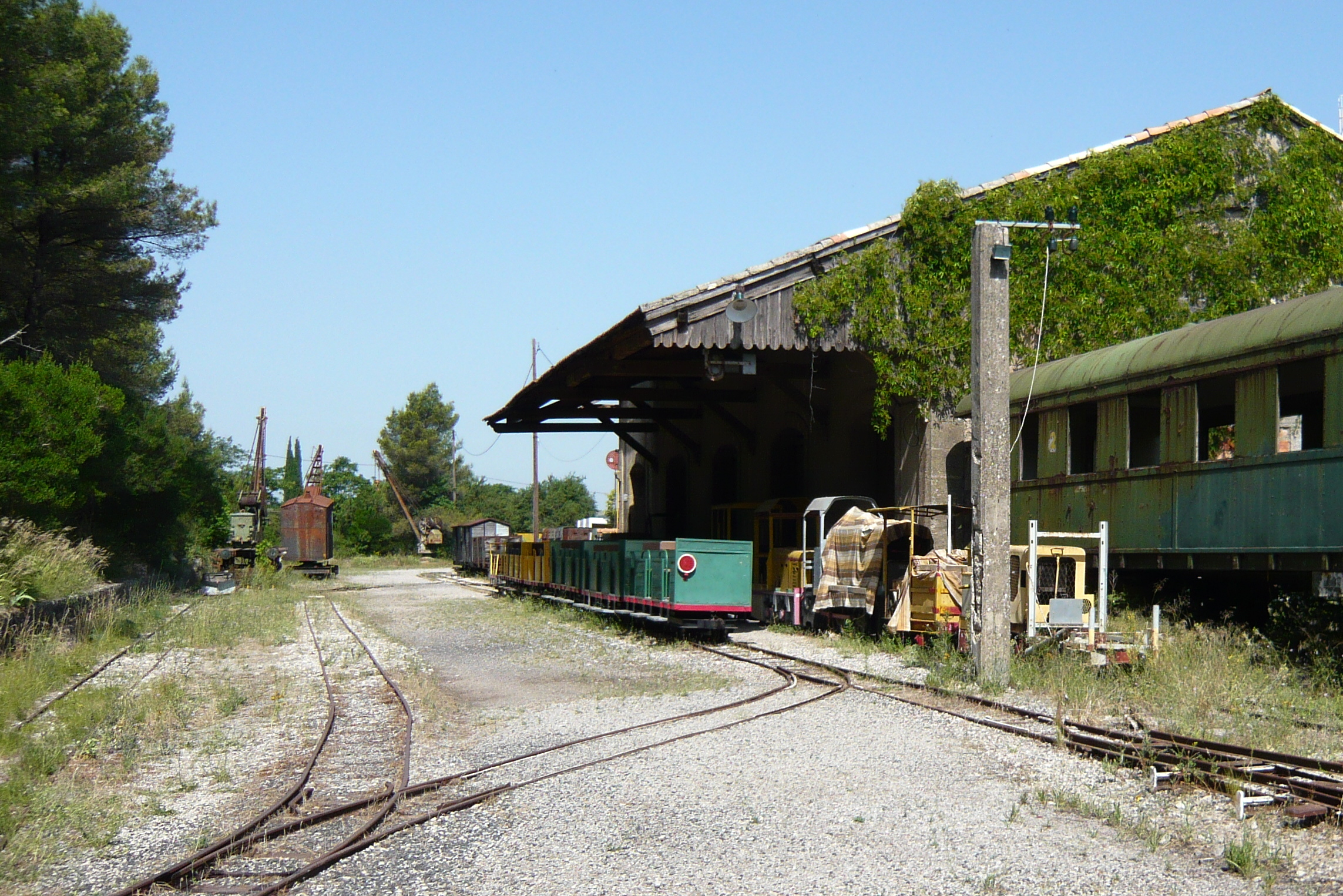
« Le petit train de Sainte-Victoire ».
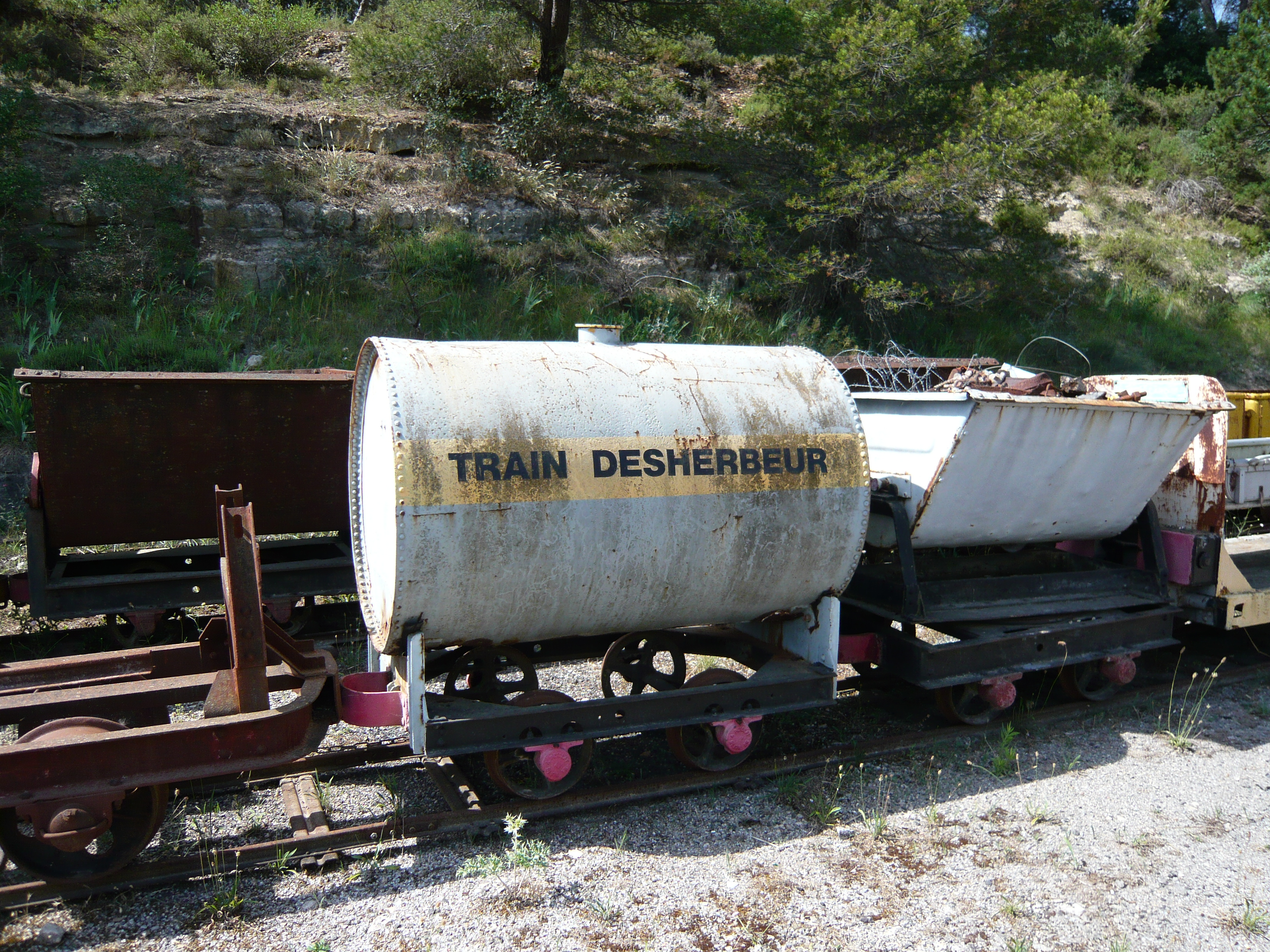
« Train désherbeur »
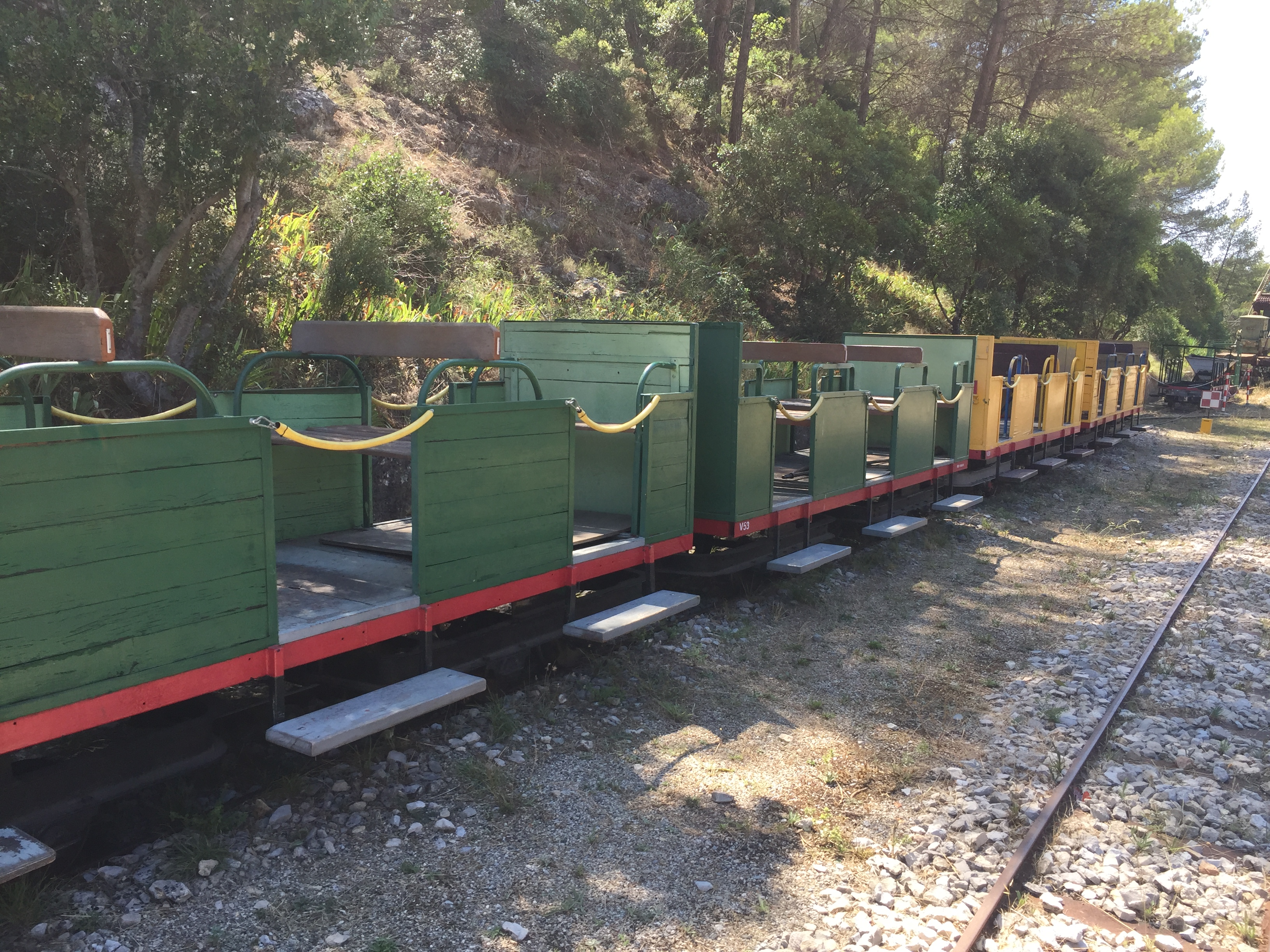
Voitures de voyageurs
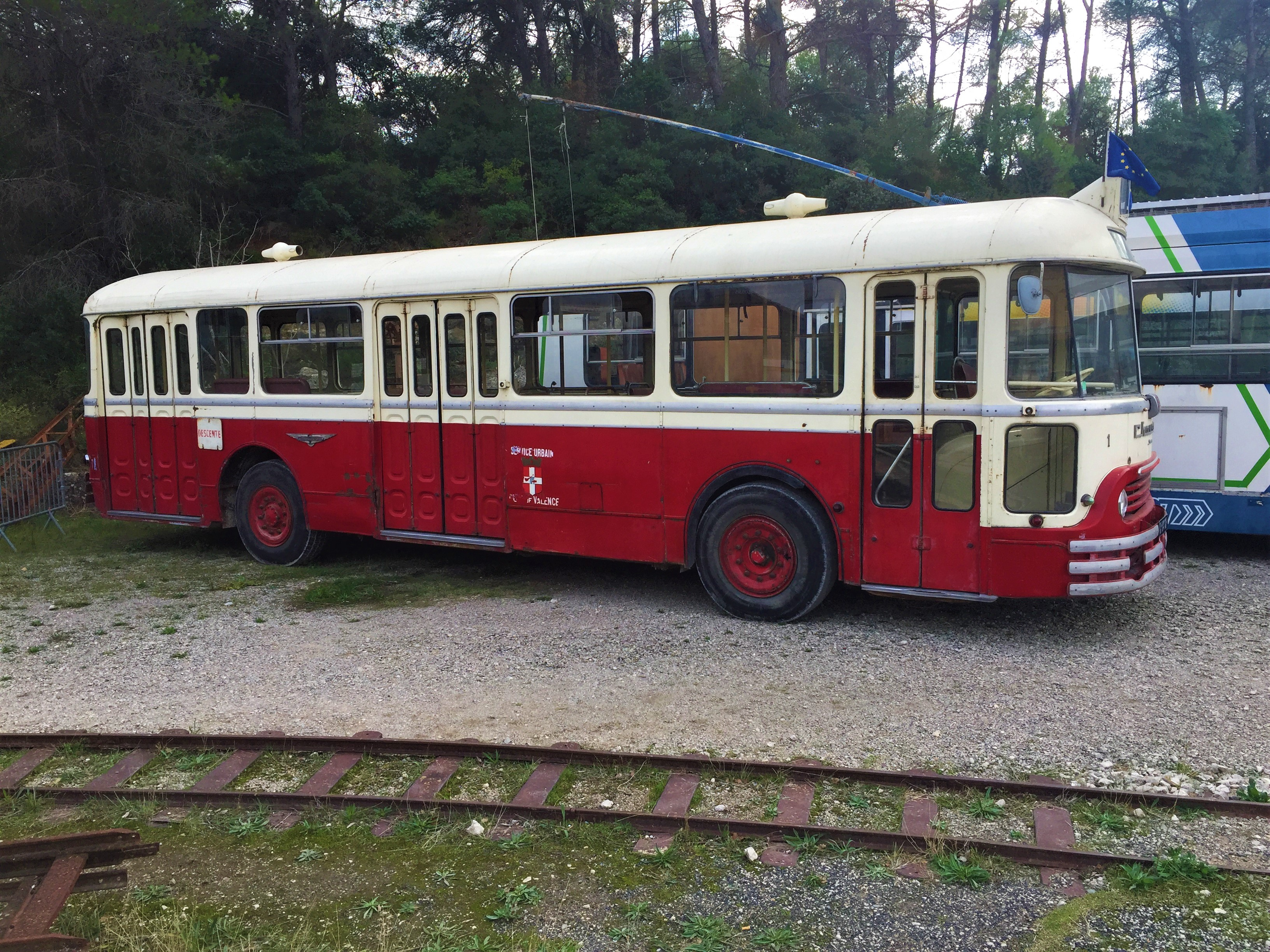
Autobus Chausson